# Långlöt
Långlöt är en småort i Borgholms kommun, kyrkby i Långlöts socken på Ölands östra sida. I småorten ingår Långlöts kyrka och Långlöts mosse. Byn är utsträckt längs landborgen, med radbyar med slutna gårdar och uthus i skiftesverk mot vägen.